# اتفاق (فیلم ۱۹۶۹)
اتفاق (انگلیسی: Ittefaq) یک فیلم در ژانر دلهره‌آور به کارگردانی یاش چوپرا است که در سال ۱۹۶۹ منتشر شد. از بازیگران آن می‌توان به راجش خانا، ناندا، و افتخار اشاره کرد.